# 에스테가

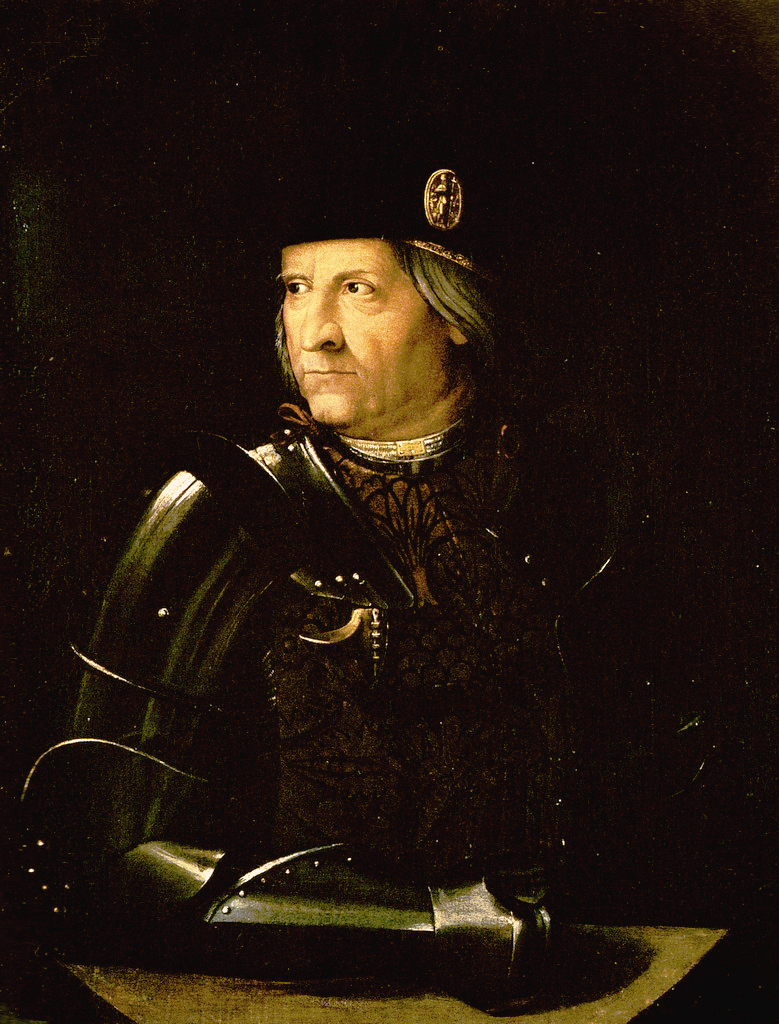
에르콜레 1세 데스테는 이탈리아 르네상스 예술의 유력한 후원자 가운데 한 사람이다.

에스테가(Casa d'Este)는 중세 이후 유럽의 유력한 왕후 가문이다. 에스테 가문은 두 가지 분파로 나뉘어 있다; 벨프에스테가 또는 벨프가로 알려진 본가와 푸르크에스테가로 알려진 분가가 그것이다. 양쪽은 팔백 년 된 고대의 베틴 왕가와 친척 관계이다.

## 개요
에스테가의 본가는 대다수가 역사에 영향을 끼쳐 바이에른 공(1070-1139, 1156-1180), 작센 공(1138-1139, 1142-1180), 독일 국왕(1198-1218),  브라운슈바이크-뤼네부르크 공작 -나중에는 대공 또는 공작의 칭호를 얻어 “하노버 선제후”로 더 알려지게 됨- 들을 배출하였으며, 1705년 갈라졌던 두 분파는 다시 하나로 뭉쳤다.
나폴레옹 전쟁이 끝나고 나서 평화가 찾아온 유럽에 근대가 예고되면서 새로운 국면에 들어서게 되었다. 하노버 선제후령(브라운슈바이크-뤼네부르크 공작 - 영국의 조지 3세에 의해 동군연합이 결성)은 모든 가맹국에게 인정받은 조약에 따라 해산되었으며, 그 땅은 하노버 왕국으로 지위가 높아지면서 넓어졌다. 새 왕국은 1815년부터 1866년까지 존속하였으나, 영국 왕위를 빅토리아가 계승함과 더불어 살리카 법의 상속 규정(여성 군주의 상속 금지)에 따라 1837년 영국과의 동군연합 관계가 끊어졌다. 에스테 가문은 그 뒤로 영국의 “하노버 군주들”(1714-1901; 조지 1세부터 조지 4세를 거쳐 빅토리아까지 포함)를 잉글랜드에 부여하였다. 유전적으로 엄밀히 말하면(살리카 법 제외) 그녀의 계승자인 작센코부르크고타 왕가의 영국의 에드워드 8세의 경우 부계와 모계 모두 에스테 가문의 자손이다. 그리고 비록 베틴 왕가의 앨버트 왕자로서이기는 하지만, 그의 선조들 가운데 한 사람이 에스테 가문 사람이었다.
에스테 가의 분가는 페라라(1240-1597), 모데나와 레지오(1288-1796)의 군주를 겸직하였다.

## 갤러리

1239년의 에스테가의 문장
1431년의 에스테가의 문장
1452년의 에스테가의 문장
1471년의 에스테가의 문장
1535년의 에스테가의 문장
1741년의 에스테가의 문장
다스부르고에스테가의 문장

## 같이 보기
- 아스부르고에스테가
- 페라라 공국
- 레조 공국
- 모데나 레조 공국
- 마사에카라라 공국
- 페라라
- 러시아의 이반 6세
- 모데나
- 레지오 에밀리아
- 로마냐